# باز اسکگز
باز اِسکَـگز (انگلیسی: Boz Scaggs؛ زادهٔ ۸ ژوئن ۱۹۴۴) یک موسیقی‌دان، ترانه‌سرا و خواننده اهل ایالات متحده آمریکا است.